# Nanga Parbat
El Nanga Parbat (literalmente, Montaña Desnuda ; Hindi: नंगा पर्बत ; Urdu: ننگا پربت) es la novena montaña más alta del mundo con 8125 m s. n. m. y la segunda más alta de Pakistán; está situada en la cordillera del Himalaya. Su nombre se deriva del hecho de que es una montaña muy aislada y separada del resto, por lo que la zona superior con nieves perpetuas destaca notablemente en el paisaje circundante.
A lo largo de la historia del montañismo, el ascenso al Nanga Parbat se ha cobrado numerosas víctimas, hasta el punto de que fue llamada "la montaña asesina" por la expedición que logró en 1953 hacer con éxito la primera cumbre.

## Descripción

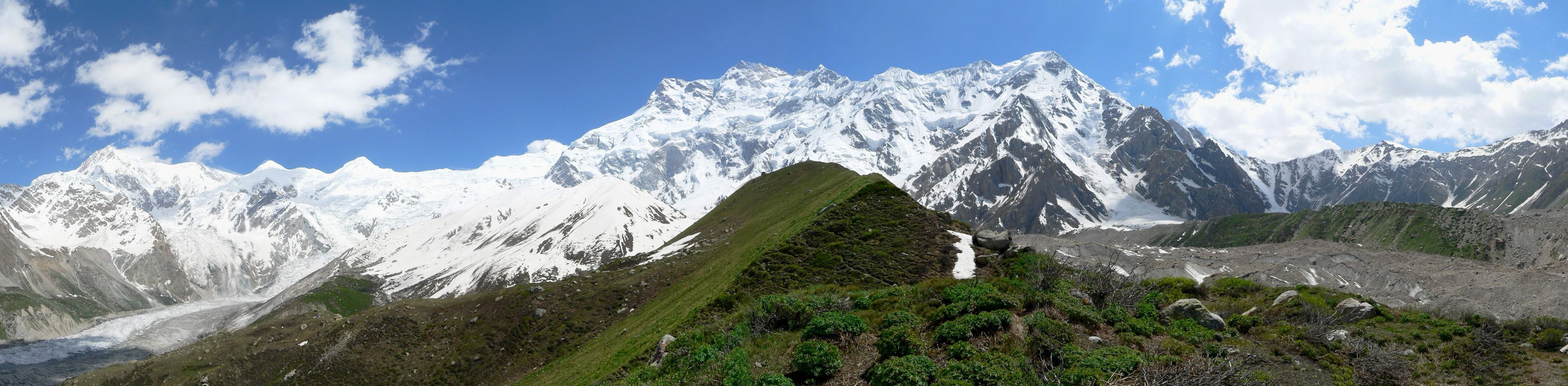
Aproximándose al campamento base del Nanga Parbat.

El Nanga Parbat es el ochomil más occidental del planeta; está situado en la región de los Gilgit-Baltistán (antes Territorios del Norte), en Pakistán, al sur del río Indo. La diferencia de altura con el fondo del valle, distante sólo 25 km, alcanza alrededor de 7000 metros. Tiene un tremendo relieve vertical sobre el terreno local en todas direcciones. En la cara sur del Nanga Parbat se encuentra la pared más grande del planeta, la cara Rupal, que se eleva 4600 metros desde su base, siendo uno de los mayores desniveles del mundo.
Desde el punto de vista geológico, el Nanga Parbat está compuesto principalmente de granito y de gneis.
El núcleo del Nanga Parbat es una larga cresta de orientación sudoeste-noreste. La arista es una enorme masa de hielo y roca. Tiene tres caras, la cara Diamir, la Rakhiot y la Rupal. La sección sudoeste de esta arista principal se conoce como la muralla Mazeno, y tiene una serie de picos subsidiarios. En la otra dirección, la arista principal se arquea hacia el noreste en el pico Rakhiot (7070 m). El lado sur/sudeste de la montaña está dominado por la maciza cara Rupal, arriba mencionada. El lado norte/noroeste de la montaña, que da al Indo, es más complejo: hay una grieta hacia la cara Diamir (oeste) y la Rakhiot (norte) por una larga arista. Existe una serie de cumbres subsidiarias, incluyendo el Pico Norte (7816 m) alrededor de 3 km al norte de la cima principal. Cerca de la base de la cara Rupal hay un bello lago glacial llamado Latbo, por encima de la villa estacional de pastores del mismo nombre.

## Historia

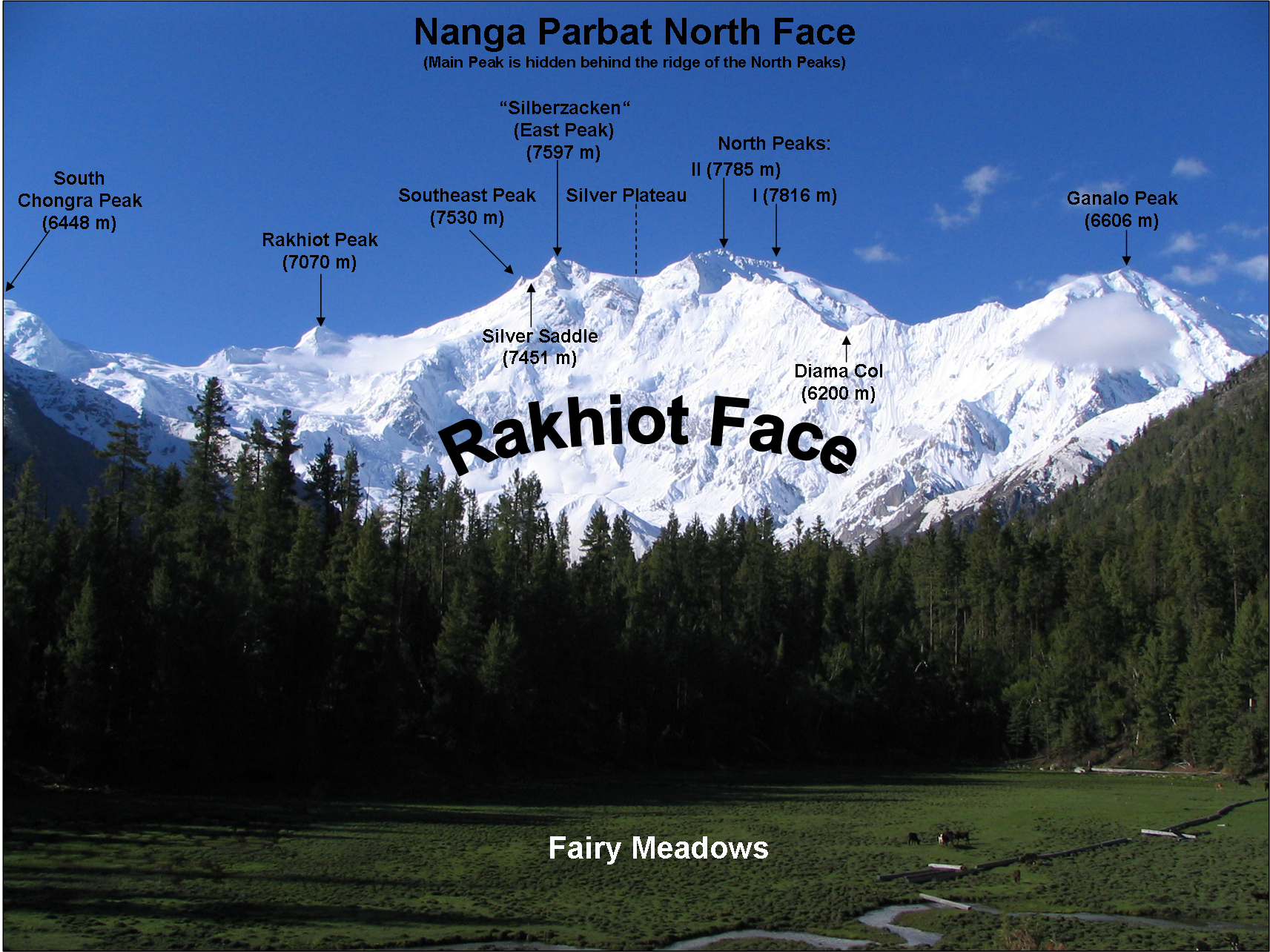
Cara Rakhiot del Nanga Parbat.

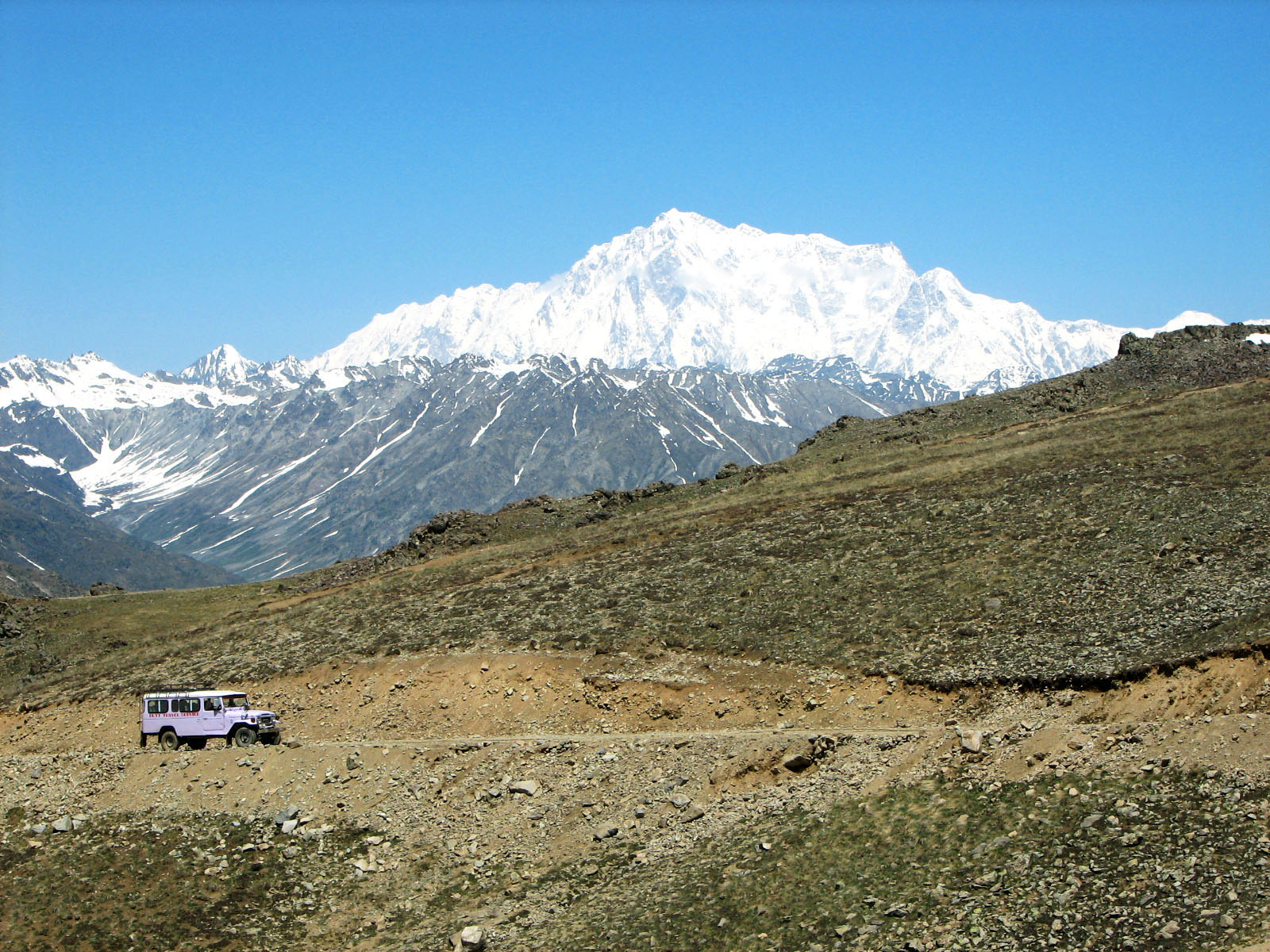
Cara Rupal del Nanga Parbat desde Deosai.

### Primeros intentos
Los intentos de subir al Nanga Parbat empezaron muy pronto. En 1895 Albert Mummery guio una expedición al pico, y alcanzó casi 7000 m en la cara Diamir (Oeste), pero Mummery y dos compañeros Gurkha murieron más tarde reconociendo la cara Rakhiot.
En los años treinta, el Nanga Parbat se convirtió en el centro de interés alemán en el Himalaya. Los montañeros alemanes no podían intentar escalar el Everest, pues sólo los británicos tenían acceso al Tíbet. Inicialmente los esfuerzos alemanes se centraron en el Kanchenjunga, en el que Paul Bauer lideró dos expediciones en 1930 y 1931, pero con sus largas crestas y caras inclinadas, Kanchenjunga era más difícil que el Everest y ninguna expedición consiguió hacer grandes progresos. Se sabía que el K2 era aún más duro, y su carácter remoto significaba que incluso llegar a su base sería una gran empresa. El Nanga Parbat era por lo tanto la montaña más alta accesible a los alemanes que tenían alguna posibilidad de ascender.
La primera expedición alemana al Nanga Parbat fue liderada por Willy Merkl en 1932. A veces se la llama expedición germano-americana, pues entre los ocho escaladores estuvieron Rand Herron, un estadounidense, y Fritz Wiessner, quien se convertiría en ciudadano estadounidense al año siguiente. Mientras el equipo estaba formado por fuertes escaladores, ninguno tenía experiencia en el Himalaya, y un planeamiento erróneo (particularmente un número inadecuado de porteadores), junto con el mal tiempo, les impidió llegar más allá del pico Rakhiot, alcanzado por Peter Aschenbrenner y Herbert Kunigk, pero aun así establecieron la viabilidad de una ruta a través del pico Rakhiot y de la arista principal.
Merkl lideró otra expedición en 1934, que estuvo mejor preparada y financiada con el respaldo total del nuevo gobierno nazi. Al principio de la expedición murió Alfred Drexel, probablemente de edema pulmonar debido a la altura. Los escaladores tiroleses Peter Aschenbrenner y Erwin Schneider alcanzaron una altura estimada de 7895 m s. n. m. el 6 de julio, pero se vieron obligados a regresar por un empeoramiento del tiempo. El 7 de julio, con otros 14, quedaron atrapados en medio de una feroz tormenta a 7480 m s. n. m. En la desesperada retirada que siguió, tres famosos montañeros alemanes, Uli Wieland, Willo Welzenbach y el propio Merkl, y seis sherpas murieron de agotamiento, exposición a los elementos hostiles y al mal de altura, y otros más sufrieron severas congelaciones. El último superviviente que alcanzó la seguridad, Ang Tsering, lo hizo habiendo pasado siete días batallando en medio de la tormenta. Se ha dicho que el desastre, "por pura y larga agonía, no tiene paralelo en los anales del montañismo".
En 1937, Karl Wien lideró otra expedición a la montaña, siguiendo la misma ruta que las expediciones de Merkl. Se progresó, pero más lentamente que antes debido a la intensa nevada. En algún momento alrededor del 14 de junio siete alemanes y nueve sherpas, que integraban casi toda la expedición, estaban en el campo IV por debajo del pico Raikhot, cuando se vieron sobrepasados por un alud. Los 16 hombres murieron al instante en lo que sigue siendo uno de los peores desastres ocurridos en un ochomil.
Los alemanes volvieron en 1938, guiados por Paul Bauer, pero la expedición sufrió mal tiempo, y Bauer, consciente de los desastres previos, ordenó regresar antes de alcanzar la Silver Saddle. Al año siguiente, un pequeño grupo de cuatro hombres, entre los que estaba Heinrich Harrer, exploró la cara Diamir con la pretensión de encontrar una ruta más fácil. Concluyeron que la cara era una ruta viable, pero la Segunda Guerra Mundial estalló y los cuatro hombres fueron internados en la India. La huida de Harrer y sus posteriores viajes se convirtieron en el tema de su libro Siete años en el Tíbet.

### Primera ascensión

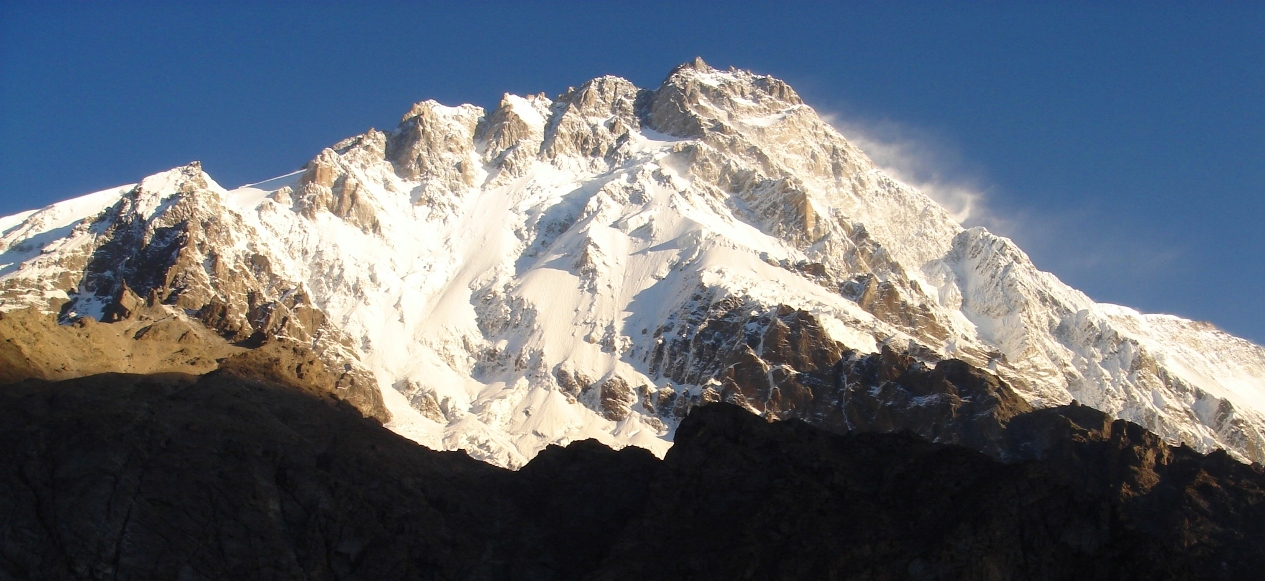
Cara Rupal.

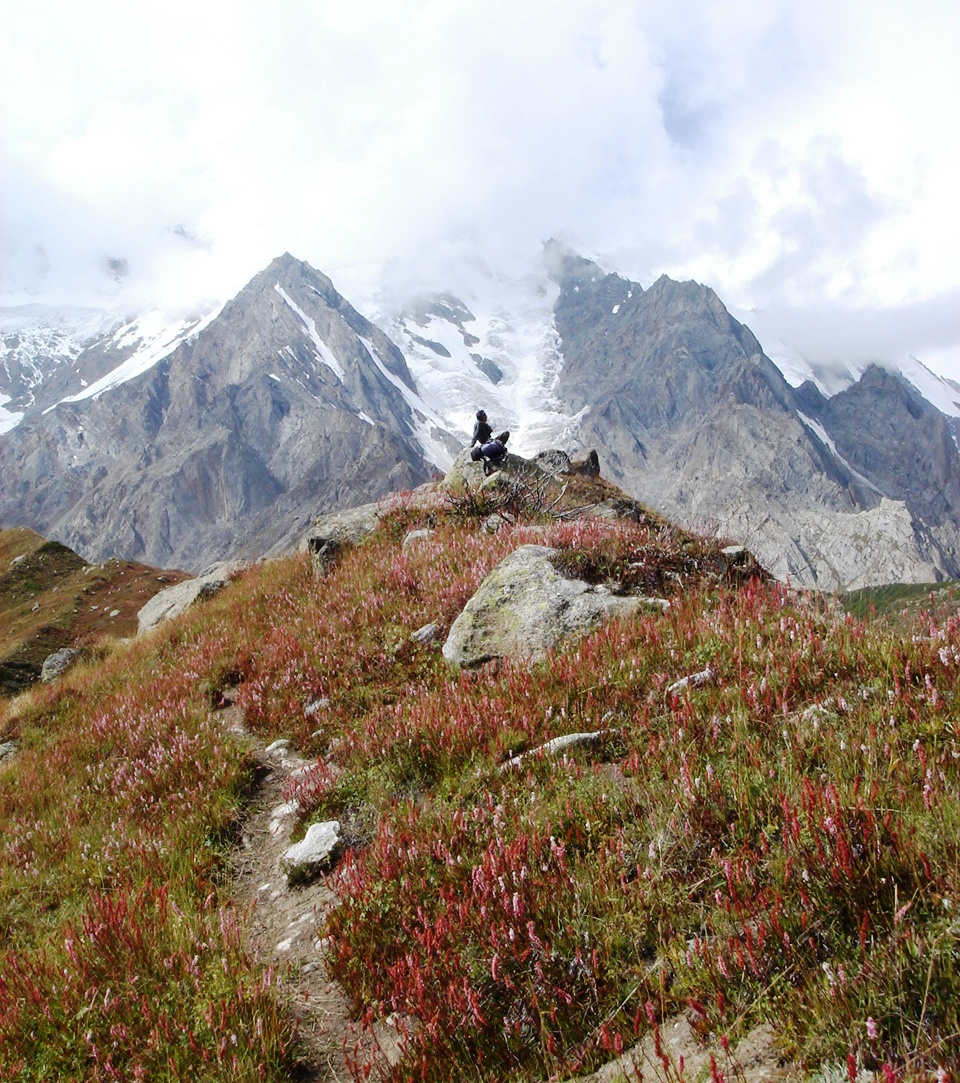
A 4100 metros, cerca del campamento base Rakhiot.

El Nanga Parbat fue escalado al fin por primera vez el 3 de julio de 1953 por el austríaco Hermann Buhl, quien formaba parte de un equipo germano-austríaco. La expedición fue organizada por el medio hermano de Willy Merkl, Karl Herrligkoffer, de Múnich, mientras que el líder de la expedición fue Peter Aschenbrenner de Innsbruck (Austria), quien había participado en los intentos de 1932 y 1934. Para entonces, 31 personas habían muerto ya en la montaña.
Buhl fue el único alpinista de la expedición que logró coronar la cima. El empuje final hacia la cumbre fue dramático: Buhl siguió solo, después de que sus compañeros regresaran, y llegó a las 7 de la tarde; la ascensión fue más dura y le llevó más tiempo de lo que él esperaba. Su descenso se ralentizó cuando perdió un crampón. Atrapado en la oscuridad, se vio obligado a vivaquear en una estrecha grieta, sosteniendo un pequeño agarre con una mano. Agotado, dormitó ocasionalmente, pero consiguió conservar el equilibrio. También fue muy afortunado por tener una noche tranquila y no se vio sometido a los vientos helados habituales en la zona. Finalmente alcanzó el campamento más alto a las 7 de la tarde del día siguiente, 40 horas después de salir. Buhl se convirtió así en el primer montañero en hacer una primera ascensión de un ochomil en solitario y sin ayuda de oxígeno.

### Posteriores intentos y ascensos
El segundo ascenso al Nanga Parbat fue a través de la cara Diamir, en 1962, por los alemanes Toni Kinshofer, S. Löw y A. Mannhardt. La ruta es hoy la "vía normal" a la montaña. La ruta Kinshofer no asciende por el medio de la cara Diamir, que está expuesta a aludes constantes de los voluminosos glaciares colgantes. En lugar de ello, asciende un hombro en el lado izquierdo de la cara.
En 1970 los hermanos Günther y Reinhold Messner alcanzaron la cumbre a través de una ruta directa en la difícil y enorme cara Rupal. Fue el tercer ascenso a la montaña. Su descenso fue épico: fueron incapaces de descender por el mismo lugar por el que habían subido y, en lugar de ello, hicieron la primera travesía de la montaña, bajando por la cara Diamir. Desafortunadamente, Günther murió debido a un alud en el Diamir. El relato que Messner hizo de este incidente haya sido controvertido y ensombrece su logro. En 2005 los restos de Günther se encontraron en la misma cara de la montaña donde falleció.
En 1971, Ivan Fiala y Michael Orolin hicieron cumbre en el Nanga Parbat a través de la ruta de Buhl de 1953, mientras que otros miembros de la expedición ascendieron el pico sudeste (7600 m s. n. m.) por encima de Silbersattel y la antecima (7850 m) sobre la grieta Bazhin.
En 1978, Reinhold Messner regresó a la cara Diamir y logró el primer ascenso de un ochomil completamente en solitario por encima del campamento base.
El 5 de agosto de 1983, Kike de Pablo y Jose Luis Zuluaga (Zulu) alcanzaron la cumbre del Nanga Parbat, en la que fue la primera expedición vasca (y la primera del estado español) en pisar la cima. En esta expedición también participaron los alpinistas vascos Iñaki Alvarez y Luis Tapia. 
En 1984, la francesa Lilliane Barrard se convirtió en la primera mujer que subió el Nanga Parbat, junto con su marido Maurice Barrard.
En 1985, los polacos Jerzy Kukuczka, Zygmunt Heinrich, Slawomir Lobodzinski y el mexicano Carlos Carsolio ascendieron línea arriba a lo largo del pilar sudeste (o espolón polaco) a mano derecha de la cara Rupal, alcanzando la cumbre el 13 de julio. Era el 9.º ochomil de Kukuczka. También en 1985, un equipo femenino polaco ascendió el pico por la ruta alemana de la cara Diamir de 1962. Wanda Rutkiewicz, Krystyna Palmowska y Anna Czerwinska hicieron cumbre el 15 de julio.
El "moderno" superalpinismo llegó al Nanga Parbat en 1988 con uno o dos intentos infructuosos en la cara Rupal por Barry Blanchard, Mark Twight, Ward Robinson y Kevin Doyle. El verano de 2005 vio resurgir los intentos en estilo alpino, ligeros de peso, en la cara Rupal.
En agosto de 2005, helicópteros militares pakistaníes rescataron al conocido montañero esloveno Tomaž Humar, que permaneció atrapado debajo de una estrecha cornisa de hielo a 5900 m durante seis días. Se cree que es uno de los pocos rescates con éxito llevados a cabo a tal altitud.
En septiembre de 2005, Vince Anderson y Steve House hicieron un ascenso extremadamente ligero y en estilo alpino, en el cual invirtieron ocho días, por una vía nueva y directa en la cima, lo que les otorgó grandes alabanzas en la comunidad montañera y el Piolet d'Or ese mismo año.
El 17 o 18 de julio de 2006, José Antonio Delgado Sucre, un escalador de élite de gran altura de Venezuela, murió unos días después de haber llegado a la cumbre, donde fue atrapado por el mal tiempo durante seis días y fue incapaz de bajar. Fue el único escalador venezolano y uno de los pocos hispanoamericanos en alcanzar la cumbre de cinco ochomiles, si exceptuamos a Carlos Carsolio e Iván Vallejo, ambos con el récord de los 14 ochomiles conquistados. Parte de la expedición y de los esfuerzos de rescate en el campamento base fueron captados en vídeo, pues José Antonio Delgado Sucre era protagonista de un capítulo piloto para una serie de televisión de montañismo. Explorart Films, la compañía productora, más tarde desarrolló el proyecto en una película documental titulada Más allá de la cumbre, que fue programada para lanzarse en Sudamérica en enero de 2008.

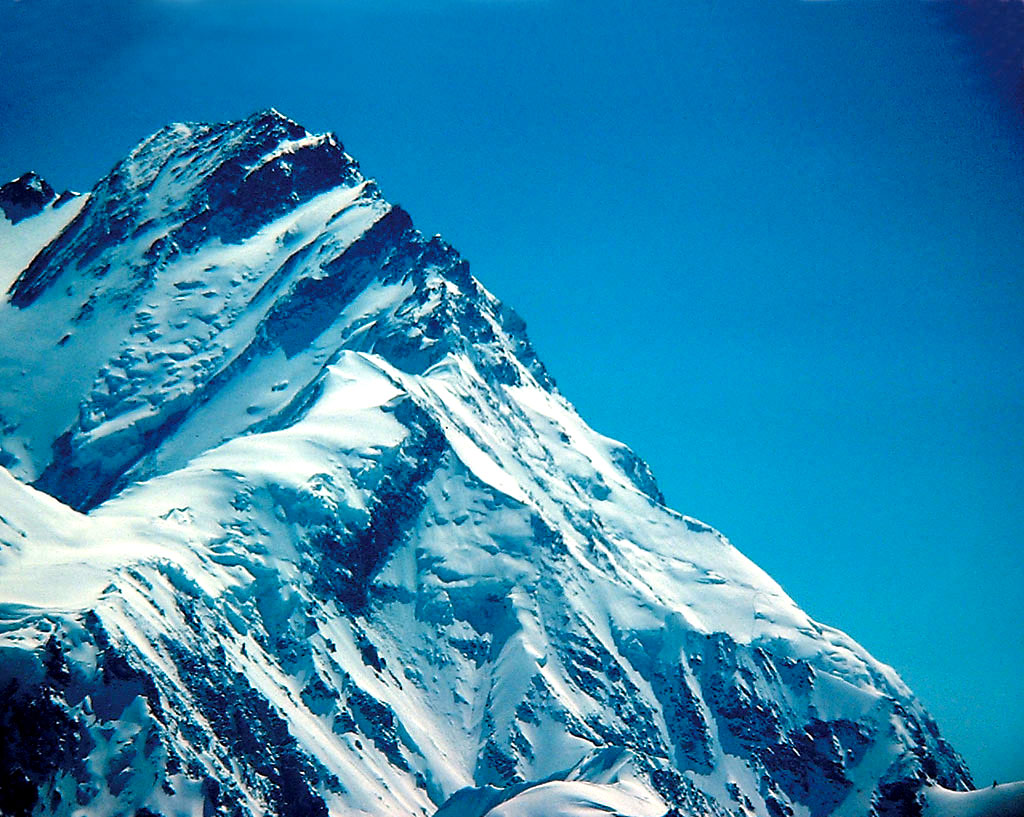
Vista de la arista donde se intersectan las paredes Diamir y Rupal.

El alpinista de élite italiano Karl Unterkirchen, poseedor del récord Guinness por ser el primer alpinista que escaló las dos montañas más altas del mundo, el monte Everest y el K2, en la misma temporada, sin el uso suplementario de oxígeno, y que más tarde repitió esta hazaña entre el 24 de mayo y el 26 de julio de 2006, imponiendo un récord de 63 días, interrumpió trágicamente su carrera el 15 de julio de 2008, cuando cayó en una grieta durante una tentativa de abrir una nueva ruta de ascenso en el Nanga Parbat, con Walter Nones y Simon Kehrer. En la última entrada del blog que Unterkircher escribía sobre su expedición, escrita dos días antes de su fatal caída, decía: «Lo que más me asusta son las placas de hielo. Cuelgan por todas partes en esta montaña y llevan siglos asustando a la gente del valle, por eso sienten un gran respeto por la montaña. Desde abajo, el ascenso parece difícil, muy difícil, eso me confunde y hace que me sienta bastante escéptico con respecto a la expedición. ¡Es una misión peligrosa! Probablemente atacaremos la montaña como soldados en una guerra, pero en vez de armas llevaremos crampones y piolets». "Karl Unterkircher fue la nueva estrella del alpinismo", comentó Reinhold Messner cuando se enteró de la tragedia. Unterkircher murió, pero Simon Kehrer y Walter Nones fueron rescatados con éxito por un grupo pakistaní después de muchos esfuerzos.
El 12 de julio de 2009, después de alcanzar la cumbre del Nanga Parbat, la alpinista surcoreana Go Mi-Young cayó de un acantilado en el descenso con mal tiempo, en su carrera por ser una de las primeras mujeres en ascender los 14 ochomiles.

### Atentado extremista
El 23 de junio de 2013, militantes extremistas con uniformes de policía dispararon y mataron a diez montañeros extranjeros y a un guía paquistaní en el campo base. Otro montañero extranjero fue herido. Se responsabilizó del atentado a una rama local de los talibanes.

## Intentos de escalada invernal
Al igual que en las otras cimas del Karakórum, los intentos de ascenso en invierno son especialmente peligrosos y difíciles en el Nanga Parbat. Hasta 2014, un total de 22 expediciones han tratado de alcanzar la cumbre sin éxito en esa estación del año. De esas 22 expediciones, once han sido equipos liderados por alpinistas polacos, los mejores especialistas en escalada invernal en todos los ochomiles. Finalmente, el 26 de febrero de 2016 ha podido ser alcanzada la cima en plena temporada invernal.
Expediciones invernales:
- Entre enero y febrero de 2013, Joël Wischnewski intentó escalar en solitario y en estilo alpino la cara Rupal. Se le dio por perdido después del 6 de febrero, hasta que su cuerpo fue encontrado mucho más tarde, probablemente golpeado por un alud provocado por un desprendimiento glaciar.
- Entre enero y febrero de 2014, Simone Moro intentó nuevamente la escalada invernal a la montaña, pero no obtuvo el éxito esperado debido a las pésimas condiciones meteorológicas en la zona, una constante del Nanga Parbat durante todo el año, que se acentúa durante los meses invernales, debido a las tormentas constantes, las nevadas y bajas temperaturas, que pueden alcanzar los -40 °C o -50 °C.
- En enero de 2015 el alpinista polaco Tomasz Mackiewicz y la alpinista francesa Élisabeth Revol alcanzaron los 7800 metros quedándose a escasos 300 metros de la cumbre (la mayor altura alcanzada en el Nanga Parbat en invierno). El polaco cayó en una grieta durante el descenso y fue rescatado por su compañera francesa, teniendo que continuar el descenso con las costillas rotas y con la sospecha de tener un pulmón perforado.
- En marzo de 2015, un grupo formado por el alpinista español Alex Txikon, el italiano Danielle Nardi y el pakistaní Alí "Sadpara" alcanzaron entre 7830 y 7850 metros, según cita en una reciente entrevista el propio Alex (hay controversia acerca de la altura exacta alcanzada, que continúa analizándose estudiando las fotografías realizadas desde el campo base) y se quedaron a escasos metros de la cumbre cuando, teniendo todo a su favor y en su primer intento, equivocaron la ruta de ascenso final ya en la zona del trapecio de la cima y, posteriormente, renunciaron a cualquier nueva tentativa a causa de un principio de mal de altura sufrido por Ali "Sadpara", que podría haberse agravado de forma irreversible en el caso de que no hubieran descendido.
- El 26 de febrero de 2016, el grupo formado por Ali Sadpara (Pakistán), Alex Txikon (España) y Simone Moro (Italia), consigue la primera cima invernal de la historia en el Nanga Parbat después de una dura lucha final en unos corredores cimeros especialmente helados y expuestos, con temperaturas que han alcanzado los -50 °C.[23]

## Siniestralidad
Después del Annapurna, el Nanga Parbat acumula la mayor siniestralidad de todos los ochomiles en la historia del alpinismo, precediendo incluso la mala reputación del K2. Han sido innumerables los accidentes y fallecimientos producidos en la montaña, debido fundamentalmente al mal tiempo característico de la zona y a los constantes aludes que barren sus inmensas paredes. De hecho, antes de la primera ascensión con éxito ya habían muerto tratando de alcanzar la cima o explorando sus inmediaciones un total de 31 alpinistas y exploradores.

## Películas
- Nanga Parbat (1953) Documental sobre el primer ascenso, realizado por la misma expedición. (Ficha en IMDb)
- Nanga Parbat (2010) Una película de Joseph Vilsmaier sobre la trágica expedición de los dos hermanos Messner en el año 1970, en la que murió el hermano pequeño de Reinhold Messner, Günther.[24]
- Beyond Summit (2008) (Más allá de la cumbre) Una película venezolana dirigida por Juan Carlos López-Durán donde relata a través de una mirada íntima, cruda y apasionada, un ascenso impactante por espectaculares montañas del mundo del escalador venezolano José Antonio Delgado Sucre, quien perdió la vida después de alcanzar la cumbre del Nanga Parbat, a más de ocho mil metros de altitud, quedando atrapado por una feroz tormenta durante el descenso.[25]